# Miss Córcega
Miss Córcega es un concurso de belleza francés que selecciona una representante de la región de Córcega para el concurso nacional Miss Francia. La primera Miss Córcega fue coronada en 1920, aunque el concurso no se organizó regularmente hasta 1988.
La actual Miss Córcega es Manon Mateus, quien fue coronada Miss Córcega 2025 el 24 de julio de 2025. Una mujer de Córcega ha sido coronada Miss Francia:
- Pauline Pô, coronada Miss Francia 1921

## Galería

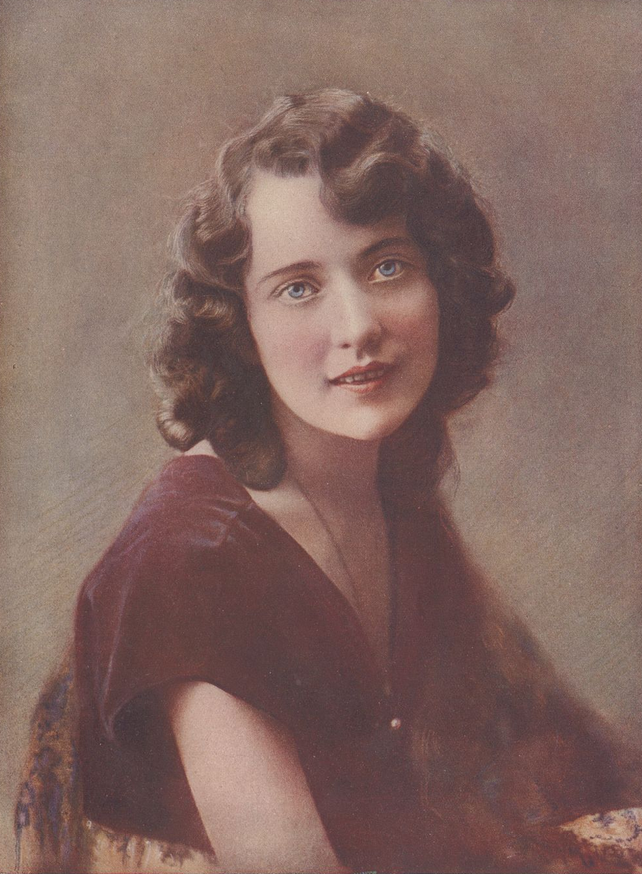
Miss Córcega 1920 y Miss Francia 1921 Pauline Pô

## Ganadoras
| Año  | Nombre                       | Edad | Altura          | Ciudad natal          | Posición en Miss Francia | Notas |
| ---- | ---------------------------- | ---- | --------------- | --------------------- | ------------------------ | --- |
| 2025 | Manon Mateus                 | 23   | 1,71 m (5′ 7″)  | Sartène               |                          | |
| 2024 | Stella Vangioni              | 26   | 1,71 m (5′ 7″)  | Bastia                | Segunda finalista        | |
| 2023 | Sandra Bak                   | 22   | 1,71 m (5′ 7″)  | Ajaccio               | Top 15                   | |
| 2022 | Orianne Meloni               | 22   | 1,83 m (6′ 0″)  | Ajaccio               |                          | |
| 2021 | Emma Renucci                 | 19   | 1,76 m (5′ 9″)  | Bastia                | Top 15                   | |
| 2020 | Noémie Leca                  | 20   | 1,75 m (5′ 9″)  | Cargèse               | Top 15                   | |
| 2019 | Alixia Cauro                 | 20   | 1,77 m (5′ 10″) | San-Gavino-di-Carbini |                          | Cauro es sobrina de Maryse Lanfranchi, Miss Córcega 1971.                                                     |
| 2018 | Manon Jean-Mistral           | 18   | 1,74 m (5′ 9″)  | Porto Vecchio         |                          | |
| 2017 | Eva Colas                    | 21   | 1,70 m (5′ 7″)  | Bastia                | Primera finalista        | Compitió en Miss Universo 2018                                                                                |
| 2016 | Laetitia Duclos              | 19   | 1,70 m (5′ 7″)  | Grosseto-Prugna       |                          | |
| 2015 | Jessica Garcia               | 21   | 1,70 m (5′ 7″)  | Furiani               |                          | |
| 2014 | Dorine Rossi                 | 20   | 1,83 m (6′ 0″)  | Porto-Vecchio         |                          | |
| 2013 | Cécilia Napoli               | 19   | 1,71 m (5′ 7″)  | Bastia                |                          | |
| 2012 | Louise Robert                | 22   | 1,80 m (5′ 11″) | Ajaccio               |                          | |
| 2011 | Camille Mallea               | 20   | 1,72 m (5′ 8″)  | Bastelica             |                          | |
| 2010 | Jade Morel                   | 23   | 1,76 m (5′ 9″)  | Castineta             | Top 12                   | |
| 2009 | Céline Nicolai               | 21   | 1,77 m (5′ 10″) | Ajaccio               |                          | |
| 2008 | Maria Santa Lucchinacci      | 24   | 1,78 m (5′ 10″) | Ajaccio               |                          | |
| 2007 | Vanessa Mangavel             | 21   | 1,80 m (5′ 11″) | Ajaccio               |                          | |
| 2006 | Audrey Pillot                | 18   | 1,77 m (5′ 10″) | Carbuccia             |                          | |
| 2005 | Jessica Arrighi              | 19   | 1,73 m (5′ 8″)  | L'Île-Rousse          |                          | |
| 2004 | Claudia Massei               | 19   | 1,75 m (5′ 9″)  |                       |                          | |
| 2003 | Savéria Poli                 | 20   | 1,73 m (5′ 8″)  | Eccica-Suarella       |                          | |
| 2002 | Sabrina Chabrier             |      |                 | Sarrola-Carcopino     | Top 12                   | |
| 2001 | Jessica Mathieu              |      |                 | Bastia                |                          | |
| 2000 | Stéphanie Faby               |      |                 | Porto Vecchio         | Primera finalista        | |
| 1999 | Karine Colonna               | 18   | 1,77 m (5′ 10″) | Castirla              | Top 12 (5.ª finalista)   | |
| 1998 | Dany Casella                 | 21   | 1,72 m (5′ 8″)  | Grosseto-Prugna       |                          | |
| 1997 | Aurélie Fournier             | 21   | 1,70 m (5′ 7″)  |                       |                          | |
| 1996 | Alice Taglioni               | 20   | 1,77 m (5′ 10″) |                       | No compitió              | Taglioni renunció tras negarse a competir en Miss Francia y fue reemplazada por Cheuva, su primera finalista. |
| 1996 | Delphine Cheuva              |      |                 |                       |                          | Taglioni renunció tras negarse a competir en Miss Francia y fue reemplazada por Cheuva, su primera finalista. |
| 1995 | Karine Caparelli             |      |                 | Ajaccio               |                          | |
| 1994 | Vanessa Gilormini            |      |                 | Patrimonio            |                          | |
| 1993 | Christelle Godani            |      |                 |                       | Top 12                   | |
| 1992 | Marie-Ange Contart Caitucoli | 17   |                 |                       | Primera finalista        | Compitió en Miss Internacional 1993                                                                           |
| 1991 | Marie-Pierre Raffaelli       |      |                 |                       | Top 12                   | |
| 1990 | Géraldine Laurent            |      |                 |                       |                          | |
| 1989 | Marie-Françoise Pantalacci   |      |                 |                       |                          | |
| 1988 | Corinne Ferrandiz            |      |                 |                       | Top 12                   | |
| 1984 | Marie-Christine Mattei       |      |                 |                       | Tercera finalista        | |
| 1979 | Claire Galli                 |      |                 |                       |                          | |
| 1972 | Lydie Morochi                | 17   |                 | Ajaccio               | Tercera finalista        | |
| 1971 | Maryse Lanfranchi            |      |                 |                       |                          | Lanfranchi es tía de Alixia Cauro, Miss Córcega 2019.                                                         |
| 1965 | Marie-Paule Antoni           |      |                 |                       |                          | |
| 1963 | Gisèle Lanfranchi            |      |                 |                       |                          | |
| 1962 | Marie-José Ottomanie         |      |                 |                       |                          | |
| 1961 | Régine Guelfucci             |      |                 |                       |                          | |
| 1957 | Evelyne Paccini              |      |                 |                       |                          | |
| 1956 | Nicole Poli                  |      |                 |                       |                          | |
| 1953 | Béatrice Renucci             |      |                 |                       |                          | |
| 1950 | Antoinette D'Arco            |      |                 | Bonifacio             |                          | |
| 1948 | Yvonne Muracciole            |      |                 |                       |                          | |
| 1939 | Micheline Landini            |      |                 |                       |                          | |
| 1936 | Marie Ronchi                 |      |                 |                       |                          | |
| 1935 | Caroline de Peretti          |      |                 |                       |                          | |
| 1934 | Suzanne Versini              |      |                 |                       |                          | |
| 1932 | Léo Lenzi                    |      |                 |                       |                          | |
| 1931 | Rolande Risterucci           |      |                 |                       |                          | |
| 1927 | Colette Nicolini             |      |                 |                       |                          | |
| 1920 | Pauline Pô                   | 16   |                 |                       | Miss Francia 1921        | |